# Souostroví Mamanuca

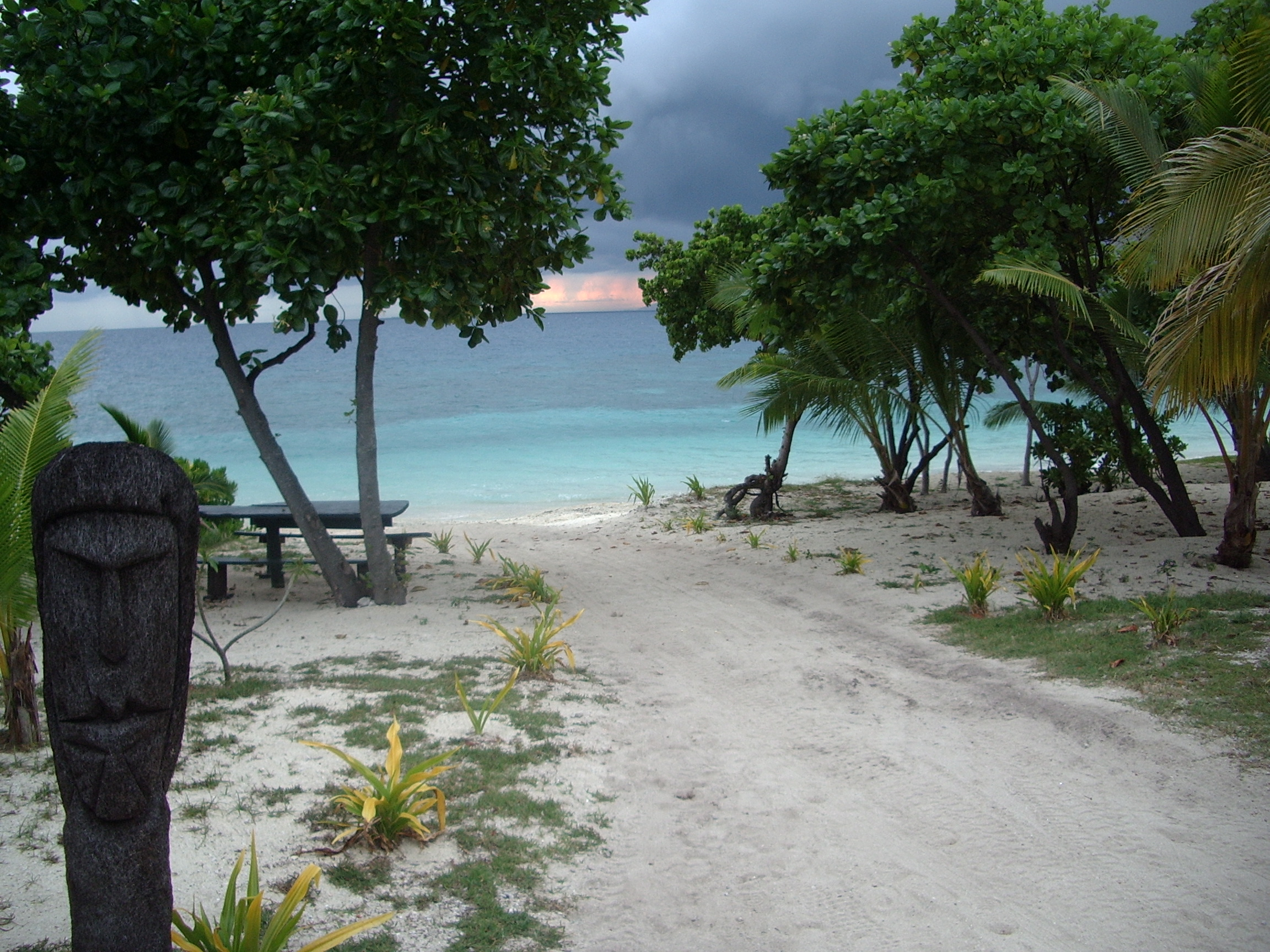
Ostrov Bounty, Souostroví Mamanuca, Fidži

Souostroví Mamanuca je fidžijské souostroví vulkanického původu, ležící západně od Nadi a jižně od souostroví Yasawa. Souostroví je oblíbeným turistickým cílem. Skládá se z přibližně dvaceti ostrovů z nichž sedm je při přílivu schováno pod hladinou Tichého oceánu.